# Vla
El vla és un producte lacti típic dels Països Baixos, fet de llet amb additius que n'augmenten la viscositat fins a fer-la similar a la del iogurt. S'assembla al púding, però és més líquid. El vla és elaborat tradicionalment amb llet cuita amb crema, o amb una combinació d'ous, farina de blat de moro i vainilla. S'afegeix sucre a ambdues varietats. El vla que es ven a les botigues sovint porta altres espessidors.
Originalment, el vla només existia als Països Baixos. El 2006 fou introduït a poc a poc a Alemanya i, com que no hi havia cap terme alemany per referir-s'hi, s'hi utilitza el terme neerlandès vla. Les granges neerlandeses anomenades De Zuivelhoeve, que produeixen boernvla (vla de pagès), el venen a Alemanya, entre altres països, com bauernvla. A principis de l'edat mitjana, el terme s'escrivia fla, que es convertí en vla amb el canvi a la nova ortografia del neerlandès.
Actualment es pot trobar vla de diversos sabors, com ara vainilla, xocolata, blanc, hopje, fruita (com ara gerd, plàtan, préssec o canyella de poma), chipolata i galeta. També hi ha vla de nata muntada que es pot trobar amb diferents sabors. Alguns tipus de vla, com el de taronja, només es poden trobar a determinades èpoques de l'any. En el vla doble, hi ha dos sabors en un paquet. Si el paquet de vla no és sacsejat, els dos sabors i colors surten del paquet un al costat de l'altre en obrir-lo. Sovint es menja vla en combinació amb galetes, compota de poma, plàtans o vruchtenhagel. Una altra combinació coneguda és el vla groc (vainilla) amb grosella vermella. Un plat que porta vla és el vlaflip. En el dialecte limburguès, el mot vla també es fa servir per referir-se al vlaai.
Les lleis alimentàries dels Països Baixos estableixen que el midó ha de ser un ingredient característic del vla, que també ha de contenir un mínim del 50% de llet de vaca. Aquesta llet ha de tenir un mínim el 2,6% de greix.